# Švédská bedna

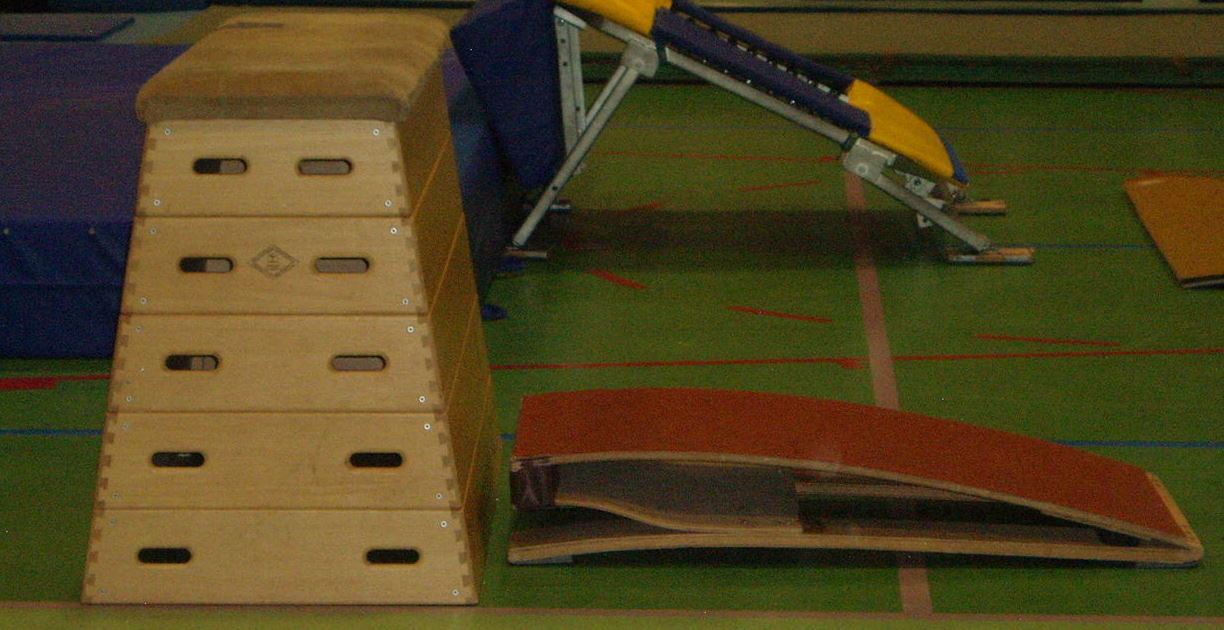
Švédská bedna

Švédská bedna je tělocvičné náčiní, které je obvykle tvořeno soustavou do sebe vzájemně přesně zapadajících a vzájemně rozebiratelných komolých jehlanů s obdélníkovou podstavou. Jednotlivých kónických dílů bývá obvykle 3 až 7 s tím, že nejmenší horní díl (tzv. víko) švédské bedny je vhodně vypolstrován resp. po celém povrchu potažen kvůli měkčímu a šetrnému kontaktu s cvičencovým tělem. Tím, že jsou jednotlivé díly rozebiratelné, je možné švédskou bednu používat pro nejrůznější tělesná cvičení a sportovní hry cvičenců všeho věku a i tělesného vzrůstu. Švédské bedny patří mezi standardní vybavení každé tělocvičny. Výška celé švédské bedny se může pohybovat od 30 až do 150 centimetrů, obvyklá šířka horního dílu bedny pak činí 50 až 60 centimetrů, obvyklá délka od 120 do 200 centimetrů.

## Provedení
Švédská bedna, tak jako každé jiné tělocvičné náčiní, nesmí mít žádné ostré hrany. Horní polstrování jejího víka musí být vždy neporušené. Jednotlivé díly švédské bedny také musí poměrně přesně zapadat do sebe tak, aby nevznikly nebezpečné hrany mezi jednotlivými díly, díly bývají (podle velikosti) na kratší straně vybaveny otvory pro snadnější úchop rukou při manipulaci s jednotlivými díly, případně i s celou bednou. Bedny by měly vždy splňovat platné technické normy, v případě České republiky jde o normu ČSN EN 916. Spodní díl bedny může být větší na výšku ve srovnání s ostatními díly a může být také vybaven doplňkovými stabilizačními prvky.

## Materiály
Obvyklým materiálem je dřevo, horní polstrování může být vyrobené například z koženky nebo ze syntetické usně
s vhodnou vycpávkou. Speciální typy švédských beden mohou být vyrobeny i měkčeného plastu, například z polyuretanu apod.

## Poznámka
Švédská bedna nemusí být vždy nutně kónická (i když je tento tvar nejobvyklejší), může být vyrobena i jakožto speciální kus
nábytku například ve tvaru rozkládacího hranolu.